# Dreifaltigkeitskapelle (Vettweiß)

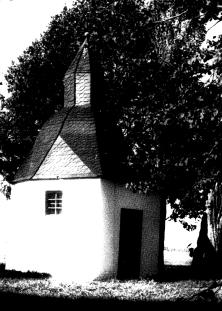
Die Kapelle im Jahre 1987

Die Dreifaltigkeitskapelle Vettweiß steht am Ortsrand von Vettweiß im Kreis Düren, Nordrhein-Westfalen.

## Bauwerk
Die Kapelle wurde aus Ziegelsteinen gebaut, die dann verputzt wurden. Fenster- und Türeinfassung bestehen aus Rotsandstein, die Tür aus Eisenblech. Das Gebäude ist mit einem Schieferdach versehen. Die Kapelle hat einen Durchmesser von 6 m.

## Inneneinrichtung
- Altarbild in Öl, die Dreifaltigkeit darstellend
- Madonna und zwei Engel sowie eine Heiligenfigur, in drei Viertel der Lebensgröße, in Mönchskutte, ein Buch lesend, in der rechten Hand einen Stab mit Goldknauf haltend
- Kniebank
- Kerzentisch

## Sonstiges
Ein neben der Kapelle stehendes Haus, früher Gastwirtschaft, ist im Zweiten Weltkrieg restlos zerstört worden. Im Dorf gibt es den Hausnamen „aan Kapelle“, der vermutlich mit den ehemaligen Bewohnern des zerstörten Hauses zusammenhängt.
Die Kapelle steht an der Aachen-Frankfurter Heerstraße, die in früheren Jahrhunderten von den deutschen Königen auf dem Weg nach Aachen zur Kaiserkrönung benutzt wurde. Heute ist die Straße an der Kapelle nicht mehr vorhanden, nach mehreren Flurbereinigungen sind einige Teilstücke bedeutungslose Wirtschaftswege geworden.
Am Sonntag Trinitatis, 1. Sonntag nach Pfingsten, zieht nachmittags eine Prozession von der Pfarrkirche in Vettweiß aus zur Kapelle, wo eine Andacht „gehalten wird“.
Auf dem Hin- und Rückweg wird der Rosenkranz gebetet, auf dem Hinweg mit einem Zusatz zur hl. Dreifaltigkeit, auf dem Rückweg zum hl. Donatus.
Am 31. Dezember 2022 verwüsteten Unbekannte die Kapelle und beschädigten das Altarbild.

## Sage
Seit alter Zeit stehen an der Kapelle drei Pappeln. Der frühere Gastwirt hätte gerne eine vierte Pappel dort gehabt. Er pflanzte mehrfach einen Baum an, der jedoch immer wieder einging. Es sollten eben nur drei Bäume dort stehen, überliefert der Volksmund.
Koordinaten: 50° 44′ 33,3″ N, 6° 36′ 14,6″ O